# Нурлы (Акмолинская область)
Нурлы (каз. Нұрлы) — село в Целиноградском районе Акмолинской области Казахстана. Входит в состав Кызылсуатского сельского округа. 

## География
Село расположено в восточной части района, на расстоянии примерно 52 километров (по прямой) к северо-востоку от административного центра района — села Акмол, в 13 километрах к северо-востоку от административного центра сельского округа — села Кызылсуат.
Климат холодно-умеренный, с хорошей влажностью. Среднегодовая температура воздуха отрицательная и составляет около −3,8°C. Среднемесячная температура воздуха в июле достигает +20,1°C. Среднемесячная температура января составляет около −14,8°C. Среднегодовое количество осадков составляет около 390 мм. Основная часть осадков выпадает в период с мая по август.
Ближайшие населённые пункты: поселок Жибек Жолы — на юго-востоке, город Астана — на западе.
Южнее села проходит автодорога М-32 «Астана — Караганда»

## История
Образовано в 2025 году из территории бывшего потребительского кооператива Нурлы.